# Anastrepha cocorae
Anastrepha cocorae
 es una especie de insecto díptero que Allen L.Norrbom y Korytkowski describieron científicamente por primera vez en el año 2003.
Esta especie pertenece al género Anastrepha de la familia Tephritidae.